# 茂県
茂県（も-けん、羌語：ʂqini、チベット語：མའོ་རྫོང་།、中国語簡体字：茂县）は中華人民共和国四川省アバ・チベット族チャン族自治州東南部に位置する県。県名は、この地にある茂湿山に由来する。

## 地理
県は北緯31度24分から32度17分、東経102度56分から104度10分の間に広がり、東西の幅は104km、南北の長さは96kmに及ぶ。北は松潘県、東は北川チャン族自治県、南は綿竹市・綿陽市安州区・什邡市・彭県、西南は汶川県と理県、西北は黒水県に接する。
茂県は岷江の上流にあり、チベット高原から成都平原に至る過渡地帯で、高山と峡谷が県の大半を占める。主な山地には岷山山脈、龍門山脈、邛崍山脈などがある。岷江は北から南へ県を縦断し、その他には黒水河、赤不蘇河、松坪河などの岷江支流や涪江の支流である土門河が山地を貫いて流れている。主な景勝地・観光地には九鼎山、銀盤山、黒虎寨などがある。県内にはジャイアントパンダやレッサーパンダ、金絲猴などの希少生物が住む。

## 歴史

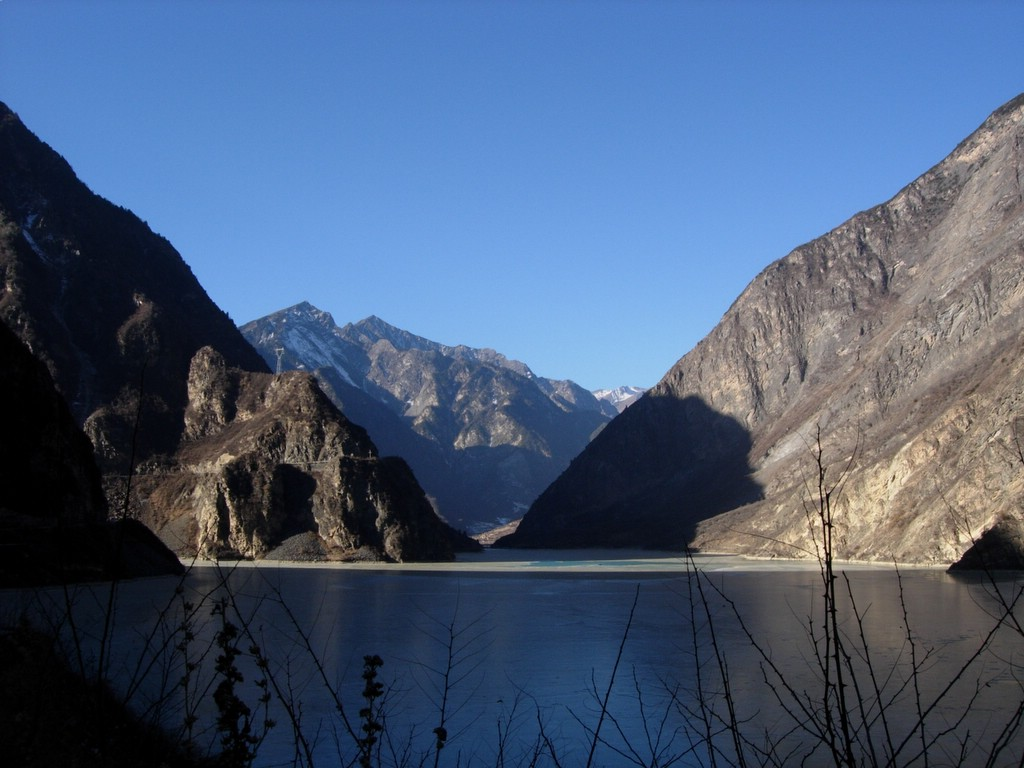
畳渓湖（畳渓海子）

茂県はこれまでにも大きな地震にたびたび見舞われてきた。1933年8月25日にはマグニチュード7.5の畳溪地震（茂県地震）が起き、山崩れや地盤の陥没が各地で起きた。特に土砂崩れで岷江がせき止められ大きな堰止湖が出現し、地震で大きな被害を受けていた畳渓鎮の街では3千人が全員避難を強いられた。現在は畳渓湖（畳渓海子）という湖があり、古い畳渓鎮は湖底に沈んでおり、新たに再建された畳渓鎮が湖の西北5kmの位置にある。
1958年に中華人民共和国は、汶川県・理県・茂県の3県を統合し、茂汶チャン族自治県（茂汶羌族自治县）を設置した。その後、1963年に3県の独立した行政区画が再び復活し、茂県は引き続き「茂汶チャン族自治県」の名称を使用した。1987年7月、この自治県の体制が廃止され、行政区画としての「茂汶チャン族自治県」は廃止され、県名は「茂県」に戻された。
2008年の四川大地震（汶川大地震）でも茂県の農家などの倒壊率は70%から80%に達し、人的被害のほか交通の遮断による経済的被害も大きい。
2017年6月には茂県にて大規模な山崩れが発生し、40戸以上の民家が飲み込まれ100人以上が生き埋めになった。

## 行政区画
下部に11鎮を管轄する
- 鎮:鳳儀鎮、南新鎮、畳渓鎮、富順鎮、渭門鎮、溝口鎮、黒虎鎮、沙壩鎮、窪底鎮、赤不蘇鎮、土門鎮

県庁は鳳儀鎮にある。

## 経済
経済は農牧業を主とし比較的低調で、GDPは2.61億元（1999年）である。人口は1999年で10.1万人と少なく、中国でもチャン族人口が最も集中している県で、総人口に占めるチャン族の割合は88％を超える。チャン族の主な民俗節日には頷歌節、羌年和牛王会などがある。茂県花椒も地理標誌産品となっている。

## 交通

### 鉄道
- 中国国家鉄路集団
  - 川青線：2023年11月に開通[4]。県内には畳渓駅、石大夫駅、茂県駅が設置されている。

### 道路
- 国道
  -  G213国道

## 健康・医療・衛生
- 茂県人民医院